# Quark (periodico)
Quark era un mensile di divulgazione scientifica pubblicato dalla casa editrice Hachette-Rusconi dal marzo 2001 fino a dicembre 2006. La rivista derivava dall'omonima trasmissione scientifica della Rai, che ha concesso l'uso del marchio.

## Storia
Fondato nel 2001, è stato diretto fino a maggio 2006 da Nicoletta Salvatori, proveniente dalla direzione di Airone. Da giugno il nuovo direttore responsabile era Paolo Magliocco, già redattore capo, e il supervisore rimase Piero Angela, protagonista della trasmissione televisiva da cui ha preso il nome la pubblicazione cartacea.
Angela coordinava anche il comitato scientifico, lo stesso della trasmissione, composto da personaggi noti del mondo scientifico, fra cui l'astrofisica Margherita Hack e l'etologo Danilo Mainardi. Piero Angela e il comitato scientifico non intervenivano direttamente nella redazione, ma esercitavano una funzione di orientamento, guida e controllo. Da quando era cambiata la direzione, Piero Angela rispondeva personalmente alle domande scientifiche dei lettori, in una rubrica appositamente creata.
Tra gli argomenti trattati, con estrema semplicità al fine di rendere la divulgazione scientifica accessibile a tutti, c'erano astronomia, archeologia, medicina, e nuove tecnologie, con una particolare attenzione per i continui progressi del digitale e per i temi d'attualità.
La foliazione variava tra le 230 e le 250 pagine. Dopo Focus è stato il mensile italiano di divulgazione scientifica con la più alta tiratura.
Il mensile dopo circa sei anni di attività, iniziata a marzo 2001, ha chiuso con l'ultimo numero di dicembre 2006 a causa di problemi economici.
(Paolo Magliocco, nell'introduzione dell'ultimo numero della rivista.)

## Componenti
- Direttore responsabile: Nicoletta Salvatori (fino al maggio 2006)
- Direttore responsabile: Paolo Magliocco (dal giugno 2006)
- Comitato scientifico: Piero Angela (coordinatore), Silvio Garattini, Margherita Hack, Danilo Mainardi, Alberto Oliverio, Giuliano Toraldo di Francia
- Art Director: Cinzia Gandini (caporedattore)
- Redazione: Francesco Gironi (caposervizio), Barbara Corradi, Ornella Ferrarini, Gloria Ghiara, Ivana Zingariello, Davide Patitucci
- Photo Editor: Beatrice Ghiselli Minerbi
- Profilo professionale dei collaboratori: giornalisti professionisti, professori universitari o esperti di settore.

## Elenco DVD in allegato
1. LEONARDO - Ritratto di un genio
2. ULISSE - Il fantastico viaggio dell'Odissea
3. MARCO POLO - Il grande viaggiatore
4. VERDI - Una vita straordinaria
5. COLOMBO - Storia di un incredibile viaggio
6. MICHELANGELO - In compagnia di un genio
7. NOBILE - La tenda rossa - S.O.S. dal Polo
8. RE SOLE - Alla corte di Versailles
9. NAPOLEONE - Le otto ore di Waterloo
10. NELLA TERRA DEI FARAONI - 1 La battaglia di Megiddo
11. NELLA TERRA DEI FARAONI - 2 Ladri di tombe
12. COLOSSEO - L'arena dei gladiatori
13. POMPEI - Cronaca di una fine
14. SISSI - La vera storia della Principessa